# Ba Phnum
Ba Phnum es uno de los doce distritos que forman la provincia camboyana de Prey Veng, con una población estimada en marzo de 2008 de 72 576 habitantes. Está dividido en las siguientes  comunas (khum), que se muestran asimismo con población estimada de 2008:
- Boeng Preah 11,332
- Cheung Phnum 7,210
- Chheu Kach 7,811
- Reaks Chey 6,808
- Roung Damrei 7,927
- Sdau Kaong 8,562
- Spueu Ka 7,591
- Spueu Kha 6,175
- Theay 9,160[1]